# Fosfina (grupo funcional)
Fosfina é o grupo funcional derivado da fosfina (ou fosfano, PH3) em que um, dois ou três hidrogênios são substituídos por outros radicais. Analogamente às aminas, as fosfinas se classificam como:
- Primárias: RPH2 [1]
- Secundárias: RR'PH [1]
- Terciárias: RR'R''P [1]

A nomenclatura, preferencialmente, é da forma radical-fosfina, por exemplo, CH3PH2 é a metilfosfina